# 交野市駅
交野市駅（かたのしえき）は、大阪府交野市私部三丁目に位置する、京阪電気鉄道交野線の駅。駅番号はKH65。交野市の表玄関口となっている。

## 歴史
- 1929年（昭和4年）7月10日：信貴生駒電鉄枚方線の交野駅として、同線開業と同時に設置。
- 1939年（昭和14年）5月1日：路線譲渡により交野電気鉄道の駅となる。
- 1945年（昭和20年）5月1日：会社合併により京阪神急行電鉄の駅となる。
- 1949年（昭和24年）12月1日：会社分離により京阪電気鉄道の駅となる。
- 1969年（昭和44年）3月21日：地下道新設、駅舎改良[2]。
- 1972年（昭和47年）4月2日：村野駅から当駅まで複線化。
- 1977年（昭和52年）11月1日：交野市駅に改称。この時点で交野市市制から6年が経過していた。
- 1981年（昭和56年）：枚方市行きホームの屋根を20m延伸、プラットホームに視覚障害者用誘導ブロックを新設[3]。
- 1987年（昭和62年）5月29日：当駅から河内森駅（正確には駅からやや交野市寄りの森信号所）まで複線化。
- 1994年（平成6年）11月23日：橋上駅舎化工事完成[4]。
- 1995年（平成7年）
  - 1月30日：エレベーター3基・エアコン付き待合室が設置される[5]。
  - 3月28日：「京阪交野ビル」（駅ビル）竣工[6]。
- 2009年（平成21年）4月：ホームに列車接近表示機を設置[7]。

## 駅構造

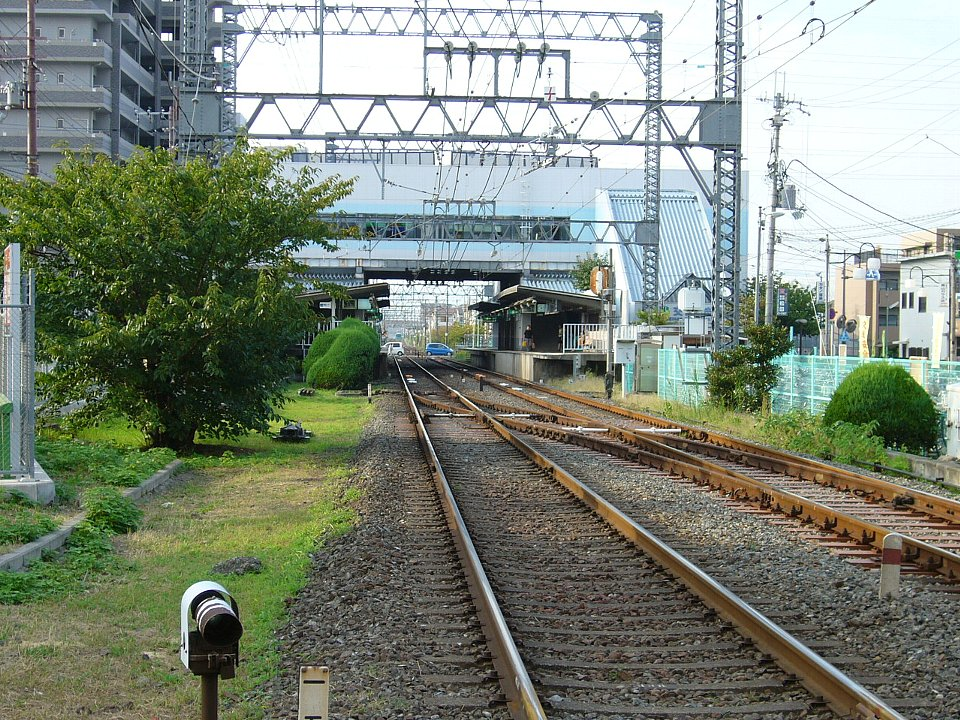
構内（2006年9月、駅南方にある踏切から）

相対式2面2線のホームを持つ地上駅で、橋上駅舎を有している。改札口は1か所で、出入り口は東西の2か所。エスカレーター、エレベーター、車イス対応トイレ設置。西側に併設されている駅ビル内には各種店舗がある。

### のりば
| 番線 | 路線    | 方向 | 行先       |
| ---- | ------- | ---- | ---------- |
| 1    | ■交野線 | 上り | 枚方市方面 |
| 2    | ■交野線 | 下り | 私市方面   |

- ホーム有効長は5両。

## 利用状況
- 2019年（令和元年）度のある特定日における1日乗降人員は10,295人である。
- 交野線内では枚方市駅を除くと河内森駅に次いで1日の乗降人員の多い駅である。

| 年度   | 特定日   | 特定日   | 出典        |
| 年度   | 乗降人員 | 乗車人員 | 出典        |
| ------ | -------- | -------- | ----------- |
| 2000年 | 11,078   | 5,621    | [ 統計 1 ]  |
| 2001年 | -        | -        |             |
| 2002年 | 10,534   | 5,367    | [ 統計 2 ]  |
| 2003年 | 10,937   | 5,541    | [ 統計 3 ]  |
| 2004年 | 11,288   | 5,648    | [ 統計 4 ]  |
| 2005年 | 11,151   | 5,651    | [ 統計 5 ]  |
| 2006年 | 11,188   | 5,619    | [ 統計 6 ]  |
| 2007年 | 10,941   | 5,502    | [ 統計 7 ]  |
| 2008年 | 11,721   | 5,893    | [ 統計 8 ]  |
| 2009年 | 11,322   | 5,494    | [ 統計 9 ]  |
| 2010年 | 10,658   | 5,434    | [ 統計 10 ] |
| 2011年 | 10,686   | 5,374    | [ 統計 11 ] |
| 2012年 | 10,433   | 5,241    | [ 統計 12 ] |
| 2013年 | 10,368   | 5,184    | [ 統計 13 ] |
| 2014年 | 10,498   | 5,272    | [ 統計 14 ] |
| 2015年 | 10,448   | 5,190    | [ 統計 15 ] |
| 2016年 | 10,323   | 5,132    | [ 統計 16 ] |
| 2017年 | 10,338   | 5,146    | [ 統計 17 ] |
| 2018年 | 10,349   | 5,165    | [ 統計 18 ] |
| 2019年 | 10,295   | 5,153    | [ 統計 19 ] |

## 駅周辺
駅東側は住宅街となっているが、商店が点在する。市役所もこちら側にある。駅西側には商業施設や府営住宅がある。西へ抜けると天野川に至る。
- 交野市役所
- 交野市立青年の家 - 図書室あり
- 交野梅が枝住宅（府営住宅）
- じゃんぼスクエア交野
- りそな銀行交野出張所・関西みらい銀行交野支店
- 国道168号
- 天野川

## バス路線
駅西側のロータリー内に「京阪交野市駅」停留所があり、京阪バスの路線が発着する。一般路線のほかに京都駅八条口行き直Q京都号（本数わずか）や交野市のコミュニティバス「おりひめバス」も発着。
| のりば | 路線名     | 系統・行先                  | 備考           |
| ------ | ---------- | --------------------------- | -------------- |
| 1      | 津田香里線 | 15号経路：星田駅            | 日中のみの運行 |
| 2      | 津田香里線 | 14号経路：津田駅            |                |
| 3      | 津田香里線 | 9・14・15号経路：京阪香里園 |                |

## 隣の駅
京阪電気鉄道
交野線
郡津駅 (KH64) - 交野市駅 (KH65) - 河内森駅 (KH66)
- 括弧内は駅番号を示す。

#### 本文中の出典
1. ↑  “移動等円滑化取組報告書（鉄道駅）”.   京阪電気鉄道. 2025年3月8日閲覧。
2. ↑  京阪電気鉄道開業100周年記念誌『京阪百年のあゆみ』資料編144頁より
3. ↑  京阪駅置き広報誌「くらしの中の京阪」1981年8月号より
4. ↑  京阪電気鉄道開業90周年記念誌「街をつなぐ　心をむすぶ」113頁より
5. ↑  京阪駅置きの広報誌「くらしの中の京阪」1995年3月号より
6. ↑  京阪電気鉄道開業90周年記念誌「街をつなぐ　心をむすぶ」209頁より
7. ↑  『K PRESS』2009年5月号16面「くらしのなかの京阪」より
8. 1 2 3  “交野市駅|駅構内図”.   京阪電気鉄道. 2022年9月19日閲覧。
9. ↑  “のりば 京阪交野市駅 (6600)”.   京阪バス. 2023年4月22日閲覧。

#### 利用状況の出典
1. ↑  大阪府統計年鑑（平成13年） (PDF)
2. ↑  大阪府統計年鑑（平成15年） (PDF)
3. ↑  大阪府統計年鑑（平成16年） (PDF)
4. ↑  大阪府統計年鑑（平成17年） (PDF)
5. ↑  大阪府統計年鑑（平成18年） (PDF)
6. ↑  大阪府統計年鑑（平成19年） (PDF)
7. ↑  大阪府統計年鑑（平成20年） (PDF)
8. ↑  大阪府統計年鑑（平成21年） (PDF)
9. ↑  大阪府統計年鑑（平成22年） (PDF)
10. ↑  大阪府統計年鑑（平成23年） (PDF)
11. ↑  大阪府統計年鑑（平成24年） (PDF)
12. ↑  大阪府統計年鑑（平成25年） (PDF)
13. ↑  大阪府統計年鑑（平成26年） (PDF)
14. ↑  大阪府統計年鑑（平成27年） (PDF)
15. ↑  大阪府統計年鑑（平成28年） (PDF)
16. ↑  大阪府統計年鑑（平成29年） (PDF)
17. ↑  大阪府統計年鑑（平成30年） (PDF)
18. ↑  大阪府統計年鑑（令和元年） (PDF)
19. ↑  大阪府統計年鑑（令和2年） (PDF)